# ۸۸۸ (خورشیدی)
۸۸۸ هشتصد و هشتاد و هشتمین سال هجری خورشیدی است.

## رویدادها
- (۹۱۵ ق.) ازبکان از گرفتاری شاه اسماعیل یکم در شروان و سرکوبی شیخ شاه استفاده می‌کنند و به کرمان یورش می‌برند. شاه اسماعیل پس از آگاهی از این رخداد، قاضی ضیاءالدین نوراللّه عیسی را برای گفتگو پیش شیبک خان ازبک می‌فرستد، اما نتیجه‌ای به دست نمی‌آید و ازبکان به تاخت و تاز بیشتری می‌پردازند.